# Marko Tervonen
Marko Tervonen, född 1976, är en svensk musiker som spelar gitarr i death metalbandet The Crown.

## Diskografi

### The Crown
- The Burning - (1995 som Crown of Thorns)
- Eternal Death - (1997 som Crown of Thorns)
- Hell Is Here - (1999)
- Deathrace King - (2000)
- Crowned In Terror - (2002)
- Possessed 13 - (2003)
- Crowned Unholy - (2004)